# La Cité (film, 2010)
Pour les articles homonymes, voir La Cité.
Pour plus de détails, voir Fiche technique et Distribution.
La Cité est un film québécois réalisé par Kim Nguyen, sorti en 2010.

## Synopsis
Maxime Vincent est un médecin de guerre en poste en Afrique du Nord qui se retrouve dans une ville en proie à une épidémie de peste bubonique.

## Fiche technique
- Titre : La Cité
- Réalisation : Kim Nguyen
- Scénario : Kim Nguyen
- Photographie : Nicolas Bolduc
- Montage : Richard Comeau et Louis-Philippe Rathé
- Production : Yves Fortin et André Martin
- Société de production : Bohemian Films et Productions Thalie
- Pays :  Canada
- Genre : Drame et historique
- Durée : 82 minutes
- Dates de sortie : 
  -  Canada : 9 avril 2010

## Distribution
- Jean-Marc Barr : Maxime Vincent
- Claude Legault : Capitaine Julien Mandel
- Pierre Lebeau : Dr. Greg
- Vincent Winterhalter : Félix Lamy
- Sabine Karsenti : Malika
- François Nadin : Soldat Christian Deroche
- Lotfi Abdelli: Soufik
- Arbi Bibi : Youssef
- Abdelwaheb Jemli : Soldat Jeremy
- Aymen Jaziri : Soldat Jean
- Aymen Mabrouk : Patak
- Rafia Belhout : La voyante
- Cyrine Habib : Paola
- Marouane Ariane : Télégraphiste café
- Zoubeir Bornaz : Concierge hôtel
- Myriam Benedetto : Chanteuse Chez George
- Salah Miled : Vieux chanteur hérénite
- Emmanuel Joly : Client café
- Moez Toumi : Soldat ivre